# Acrocanthosaurus
Acrocanthosaurus („ještěr s vysokými trny“) byl rod obřího teropodního dinosaura z čeledi Carcharodontosauridae, žijící v období rané křídy na území dnešních USA. Jeho fosilie jsou známé například ze sedimentů geologického souvrství Cloverly, souvrství Antlers a souvrství Cedar Mountain.

## Popis
Acrocanthosaurus byl obří teropod, dosahoval délky asi 11,5 až 12 metrů a vážil zřejmě kolem 3,5 až 7 tun. Byl to masožravý dinosaurus (teropod) z čeledi Carcharodontosauridae. Hmotnost největšího známého exempláře byla v roce 2009 odhadnuta zhruba na 6177 kilogramů. Jeho lebka dosahovala maximální délky kolem 130 cm. Žil zhruba před 116 až 110 milióny let (spodní křída, věk apt až alb) na území dnešního Texasu, Oklahomy, Arkansasu a prokazatelně i Marylandu (USA).
Síla čelistního stisku tohoto obřího teropoda byla odhadnuta na 8 266 newtonů v přední části čelistí a na 16 984 newtonů v zadní části čelistí.
O inteligenci těchto velkých teropodů zatím mnoho informací nemáme, podle výzkumu publikovanému roku 2022 však mohlo jít o relativně velmi inteligentní tvory, jejichž počet nervových buněk (neuronů) v koncovém mozku (zhruba 2,2 miliardy v mozku o hmotnosti 198 gramů) mohl překonávat počet telencefalických neuronů například u současných primátů makaků.

## Charakteristika

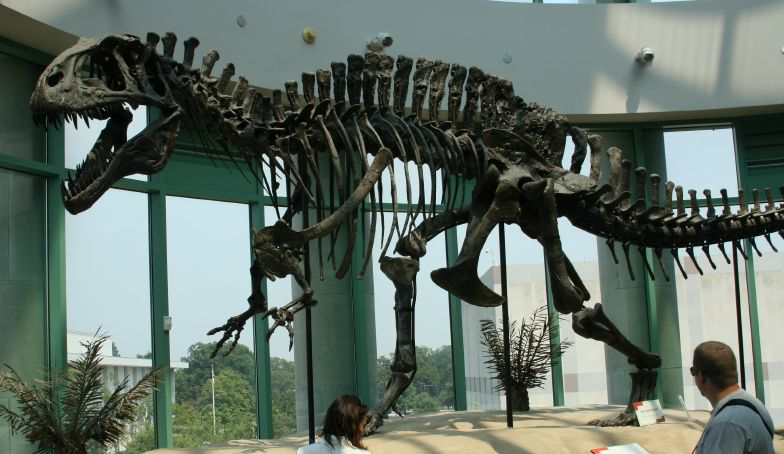
Kostra akrokantosaura

Rod Acrocanthosaurus disponoval stavbou těla typickou pro infrařád Carnosauria: měl velkou, otvory odlehčenou lebku, silné, ale krátké přední končetiny s třemi prsty, dlouhé zadní končetiny a dlouhý ocas. Jeho krk byl pravděpodobně držený více vodorovně než u jiných teropodů. Páteřní obratle měly značně prodloužené trnové výběžky, přičemž nejdelší se nacházely nad bedry (podobně prodloužené trny obratlů nacházíme u mnoha jiných dinosaurů, např. Suchomimus, nebo ještě výraznější u rodů Spinosaurus a Ouranosaurus). Akrokantosauři byli patrně vrcholovými predátory svých ekosystémů, ačkoliv o jejich ekologii zatím prakticky žádné informace nemáme.

## Význam hřbetní plachty
Účel prodloužených obratlových trnů není dosud uspokojivě vysvětlen. Nejčastěji se předpokládá, že sloužily jako opora kožené plachty, která pomáhala při termoregulaci, vnitrodruhové komunikaci a nebo ji samci využívali při pářícím chování (lákání samic). Další názory uvažují o použití na skladování tuku, případně na uchycení páteřního svalstva (v tom případě by nešlo o plachtu, ale spíše o jakýsi "masitý" hrb).

## Klasifikace
Klasifikace akrokantosaura je problematická. Původně byl zařazený do čeledi Allosauridae, později se však většina vědců přiklonila k názoru, že byl zástupcem čeledi Carcharodontosauridae, kam spadaly mnohé formy, patřící mezi největší suchozemské dravce všech dob (např. jihoamerický Giganotosaurus). Blízce příbuzným karcharodontosauridem by mohl být například egyptský taxon Tameryraptor, formálně popsaný začátkem roku 2025.

## Paleobiologie
Známé série stop od říčky Paluxy (u města Glen Rose v Texasu) zřejmě patří právě akrokantosaurovi. Série stop naznačují, že tu tento velký dravec asi před 110 miliony let pronásledoval sauropodní dinosaury, kteří zřejmě byli jeho občasnou kořistí. Slavné jsou například série stop dvou dinosaurů (dravého teropoda a býložravého sauropoda), zobrazující možná útok prvního z nich na druhého zmíněného - možná se jedná o jakýsi paleontologický záznam dávného lovu. Původci stop mohli být dinosauři příbuzní rodům Acrocanthosaurus a Sauroposeidon. Podobné série stop velkého teropoda ze stejného období byly v říjnu roku 2011 ohlášeny také z Arkansasu.
Akrokantosauři byli dominantními predátory a mohli se živit širokou škálou živočichů - mezi nimi například i mláďaty nebo starými a nemocnými jedinci obřích sauropodů druhu Sauroposeidon proteles.